# Leroy George
Leroy George (* 21. dubna 1987, Paramaribo, Surinam) je nizozemský fotbalový útočník surinamského původu, který v současné době působí v ázerbájdžánském klubu Qarabağ FK.

## Klubová kariéra
George začal hrát fotbal na profesionální úrovni v FC Utrecht na jaře 2007, odkud v červenci 2010 odešel do NEC Nijmegen. V červnu 2013 podepsal dvouletý kontrakt s ázerbájdžánským klubem Qarabağ FK, s nímž v sezoně 2013/14 získal ligový titul v Azərbaycan Premyer Liqası.